# American Helicopter XH-26 Jet Jeep
American Helicopter XH-26 Jet Jeep (định danh công ty XA-8) là một loai trực thăng thử nghiệm được hãng American Helicopter Company phát triển năm 1951.

## Quốc gia sử dụng
Hoa Kỳ
- Không quân Hoa Kỳ
- Lục quân Hoa Kỳ

## Tính năng kỹ chiến thuật (XH-26)

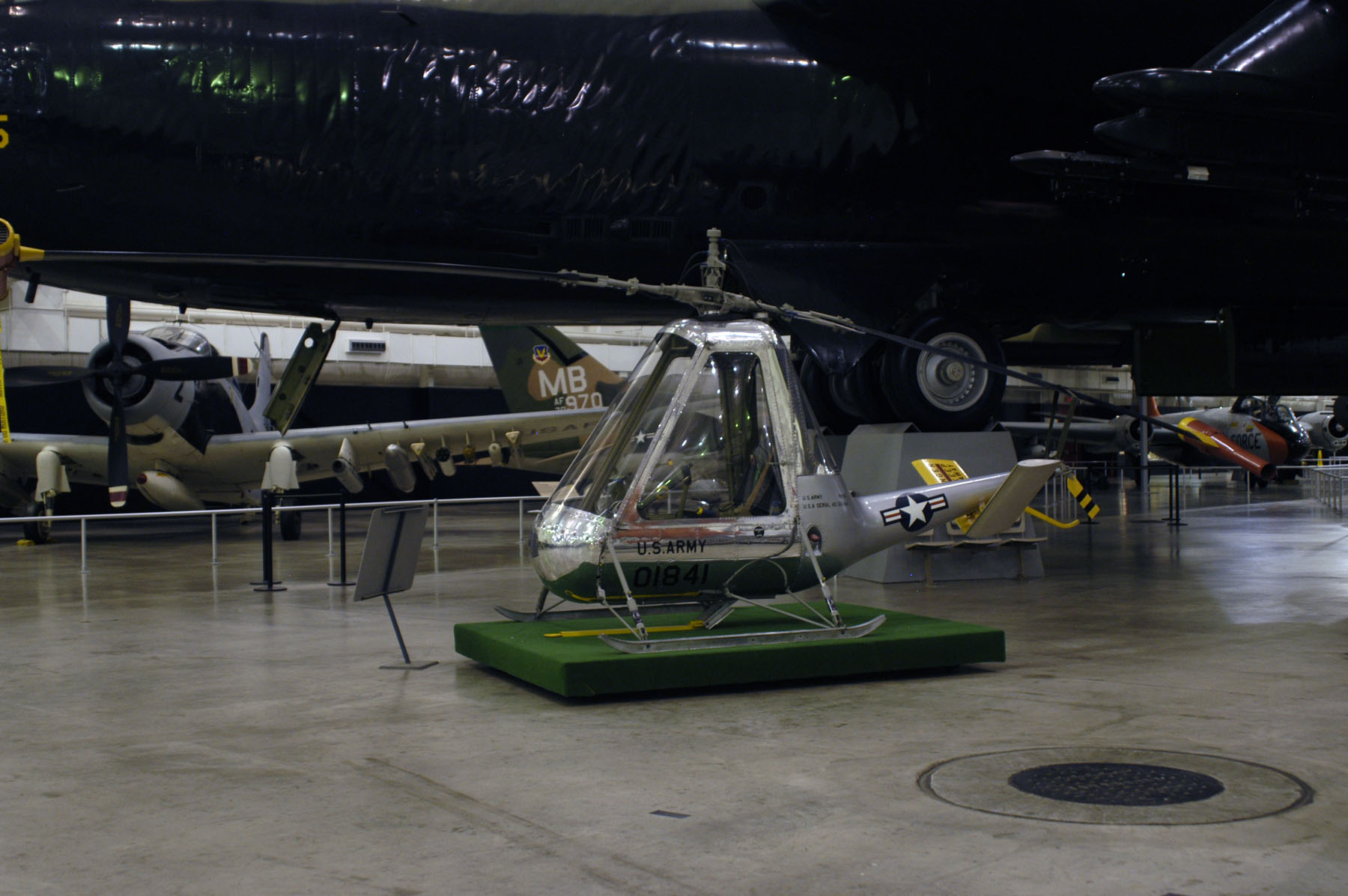
XH-26 tại Bảo tàng quốc gia không quân Hoa Kỳ

Dữ liệu lấy từ The Illustrated Encyclopedia of Helicopters
Đặc điểm tổng quát
- Kíp lái: 1
- Chiều dài: 12 ft 0 in (3.73 m)
- Đường kính rô-to chính:    27 ft 0 in (8.23 m)
- Chiều cao: 6 ft 2 in (1.88 m)
- Trọng lượng rỗng: 298 lb (135 kg)
- Trọng lượng có tải: 705 lb (320 kg)
- Động cơ: 2 × American Helicopter XPJ49-AH-3, 35 lbf (0,2 kN) mỗi chiếc

Hiệu suất bay
- Vận tốc cực đại: 84 mph (135 km/h)
- Tầm bay: 104 dặm (168 km)
- Trần bay: 7000 ft (2134 m)